# Campionati del mondo di triathlon del 2017 - Edmonton
La sesta gara della serie dei Campionati mondiali di triathlon del 2017 si è tenuta ad Edmonton, Canada in data 28-29 luglio 2017.

## Risultati

### Élite uomini
| Pos. | Atleta               | Paese         | Nuoto    | Bici     | Corsa    | Totale   |
| ---- | -------------------- | ------------- | -------- | -------- | -------- | -------- |
|      | Mario Mola           | Spagna        | 00:08:59 | 00:29:58 | 00:14:36 | 00:54:51 |
|      | Jacob Birtwhistle    | Australia     | 00:09:07 | 00:29:52 | 00:14:45 | 00:55:01 |
|      | Richard Murray       | Sudafrica     | 00:09:03 | 00:29:57 | 00:14:50 | 00:55:06 |
| 4    | Jonathan Brownlee    | Regno Unito   | 00:08:42 | 00:30:15 | 00:14:59 | 00:55:14 |
| 5    | Raphael Montoya      | Francia       | 00:08:41 | 00:30:14 | 00:15:03 | 00:55:19 |
| 6    | Javier Gómez         | Spagna        | 00:09:00 | 00:29:59 | 00:15:08 | 00:55:24 |
| 7    | Pierre Le Corre      | Francia       | 00:08:40 | 00:30:17 | 00:15:10 | 00:55:28 |
| 8    | Kristian Blummenfelt | Norvegia      | 00:09:03 | 00:29:54 | 00:15:14 | 00:55:31 |
| 9    | Fernando Alarza      | Spagna        | 00:09:12 | 00:29:48 | 00:15:16 | 00:55:36 |
| 10   | Grant Sheldon        | Regno Unito   | 00:09:09 | 00:29:49 | 00:15:20 | 00:55:39 |
| 11   | Tony Dodds           | Nuova Zelanda | 00:08:44 | 00:30:13 | 00:15:26 | 00:55:41 |
| 12   | Rodrigo Gonzalez     | Messico       | 00:09:09 | 00:29:54 | 00:15:22 | 00:55:43 |
| 13   | Simon Viain          | Francia       | 00:09:09 | 00:29:50 | 00:15:35 | 00:55:54 |
| 14   | Irving Perez         | Messico       | 00:08:48 | 00:30:11 | 00:15:42 | 00:56:01 |
| 15   | Lukas Hollaus        | Austria       | 00:09:12 | 00:29:48 | 00:15:47 | 00:56:04 |
| 16   | Aaron Royle          | Australia     | 00:08:39 | 00:30:19 | 00:15:48 | 00:56:07 |
| 17   | Kevin McDowell       | Stati Uniti   | 00:08:56 | 00:29:57 | 00:15:54 | 00:56:08 |
| 18   | Jelle Geens          | Belgio        | 00:09:09 | 00:29:50 | 00:15:56 | 00:56:12 |
| 19   | Richard Varga        | Slovacchia    | 00:08:37 | 00:30:19 | 00:15:51 | 00:56:16 |
| 20   | Luke Willian         | Australia     | 00:08:52 | 00:30:03 | 00:16:03 | 00:56:21 |
| 21   | Vincent Luis         | Francia       | 00:08:38 | 00:30:14 | 00:16:13 | 00:56:28 |
| 22   | Ben Kanute           | Stati Uniti   | 00:08:41 | 00:30:13 | 00:16:14 | 00:56:29 |
| 23   | Matthew Sharpe       | Canada        | 00:08:57 | 00:30:02 | 00:16:16 | 00:56:31 |
| 24   | Gordon Benson        | Regno Unito   | 00:08:58 | 00:29:58 | 00:16:17 | 00:56:38 |
| 25   | Vicente Hernandez    | Spagna        | 00:09:06 | 00:29:54 | 00:16:26 | 00:56:44 |
| 26   | Eli Hemming          | Stati Uniti   | 00:09:06 | 00:29:55 | 00:16:31 | 00:56:49 |
| 27   | Tony Smoragiewicz    | Stati Uniti   | 00:09:12 | 00:29:56 | 00:16:18 | 00:56:49 |
| 28   | Eric Lagerstrom      | Stati Uniti   | 00:08:55 | 00:30:00 | 00:16:30 | 00:56:52 |
| 29   | David Mendoza        | Messico       | 00:08:45 | 00:30:11 | 00:16:37 | 00:56:57 |
| 30   | Danilo Pimentel      | Brasile       | 00:09:02 | 00:30:04 | 00:17:05 | 00:57:33 |
| 31   | Alexis Lepage        | Canada        | 00:08:59 | 00:30:04 | 00:17:25 | 00:57:50 |
| 32   | Russell White        | Irlanda       | 00:08:49 | 00:30:08 | 00:17:49 | 00:58:05 |
| 33   | Adrien Briffod       | Svizzera      | 00:09:00 | 00:31:12 | 00:16:51 | 00:58:21 |
| 34   | Declan Wilson        | Australia     | 00:09:06 | 00:31:04 | 00:17:20 | 00:58:54 |
| 35   | Ivan Ivanov          | Ucraina       | 00:09:05 | 00:32:23 | 00:16:31 | 00:59:21 |
| 36   | Tyler Mislawchuk     | Canada        | 00:08:46 | 00:30:11 | 00:19:20 | 00:59:36 |
| 37   | Andreas Schilling    | Danimarca     | 00:09:15 | 00:29:52 | 00:19:24 | 00:59:54 |
| 38   | Matthew Hauser       | Australia     | 00:09:08 | 00:32:18 | 00:17:12 | 00:59:58 |
| 39   | Shogo Ishitsuka      | Giappone      | 00:08:53 | 00:32:34 | 00:17:15 | 01:00:05 |
| 40   | Bob Haller           | Lussemburgo   | 00:09:10 | 00:32:20 | 00:17:33 | 01:00:20 |
| 41   | Shachar Sagiv        | Israele       | 00:09:02 | 00:33:35 | 00:16:24 | 01:00:20 |

### Élite donne
| Pos. | Atleta               | Paese         | Nuoto    | Bici     | Corsa    | Totale   |
| ---- | -------------------- | ------------- | -------- | -------- | -------- | -------- |
|      | Flora Duffy          | Bermuda       | 00:09:22 | 00:32:11 | 00:17:21 | 01:00:22 |
|      | Taylor Knibb         | Stati Uniti   | 00:09:20 | 00:32:21 | 00:18:09 | 01:01:22 |
|      | Katie Zaferes        | Stati Uniti   | 00:09:23 | 00:33:48 | 00:17:14 | 01:01:51 |
| 4    | Summer Cook          | Stati Uniti   | 00:09:16 | 00:33:50 | 00:17:26 | 01:02:03 |
| 5    | Jolanda Annen        | Svizzera      | 00:09:35 | 00:33:32 | 00:17:35 | 01:02:09 |
| 6    | Rachel Klamer        | Paesi Bassi   | 00:09:30 | 00:33:35 | 00:17:40 | 01:02:14 |
| 7    | Joanna Brown         | Canada        | 00:09:40 | 00:33:28 | 00:17:43 | 01:02:20 |
| 8    | Yuka Sato            | Giappone      | 00:09:36 | 00:33:30 | 00:17:49 | 01:02:26 |
| 9    | Kirsten Kasper       | Stati Uniti   | 00:09:24 | 00:33:44 | 00:18:08 | 01:02:42 |
| 10   | Chelsea Burns        | Stati Uniti   | 00:09:37 | 00:33:31 | 00:18:19 | 01:02:54 |
| 11   | Taylor Spivey        | Stati Uniti   | 00:09:24 | 00:33:42 | 00:18:40 | 01:03:14 |
| 12   | Melanie Santos       | Portogallo    | 00:09:35 | 00:33:32 | 00:18:40 | 01:03:15 |
| 13   | Gillian Backhouse    | Australia     | 00:09:25 | 00:33:43 | 00:18:42 | 01:03:16 |
| 14   | Lisa Perterer        | Austria       | 00:09:38 | 00:33:31 | 00:18:41 | 01:03:20 |
| 15   | Paula Findlay        | Canada        | 00:09:41 | 00:33:24 | 00:18:56 | 01:03:32 |
| 16   | Claire Michel        | Belgio        | 00:09:42 | 00:35:17 | 00:17:17 | 01:03:43 |
| 17   | Carolina Routier     | Spagna        | 00:09:22 | 00:34:03 | 00:19:11 | 01:04:08 |
| 18   | Vendula Frintova     | Rep. Ceca     | 00:09:57 | 00:35:02 | 00:17:55 | 01:04:23 |
| 19   | Vittoria Lopes       | Brasile       | 00:09:19 | 00:33:44 | 00:19:56 | 01:04:31 |
| 20   | Felicity Sheedy-Ryan | Australia     | 00:10:16 | 00:35:13 | 00:17:39 | 01:04:38 |
| 21   | Nicole Van Der Kaay  | Nuova Zelanda | 00:10:00 | 00:35:01 | 00:18:14 | 01:04:40 |
| 22   | Yuko Takahashi       | Giappone      | 00:09:32 | 00:35:24 | 00:18:37 | 01:05:04 |
| 23   | Simone Ackermann     | Sudafrica     | 00:09:33 | 00:35:27 | 00:18:50 | 01:05:19 |
| 24   | Gillian Sanders      | Sudafrica     | 00:09:59 | 00:35:03 | 00:18:59 | 01:05:31 |
| 25   | Dominika Jamnicky    | Canada        | 00:09:57 | 00:35:06 | 00:19:09 | 01:05:38 |
| 26   | Jaz Hedgeland        | Australia     | 00:09:55 | 00:35:06 | 00:19:13 | 01:05:41 |
| 27   | Anel Radford         | Sudafrica     | 00:09:40 | 00:35:19 | 00:19:29 | 01:05:58 |
| 28   | Yurie Matsuda        | Giappone      | 00:10:15 | 00:35:14 | 00:19:29 | 01:06:27 |
| 29   | Erin Storie          | Stati Uniti   | 00:09:29 | 00:35:25 | 00:20:49 | 01:07:22 |
| 30   | Fuka Sega            | Giappone      | 00:09:40 | 00:35:21 | 00:21:38 | 01:08:05 |